# Pouilly-le-Monial
Pouilly-le-Monial era un comune francese di 916 abitanti situato nel dipartimento del Rodano della regione Alvernia-Rodano-Alpi.
Il 1º gennaio 2017 si è unito a Liergues per formare il nuovo comune di Porte des Pierres Dorées.

## Società

### Evoluzione demografica
Abitanti censiti